# Paterika Vaivai
Paterika Vaivai dit Patty Vaivai, né le 14 février 1992 à Salamumu, est un joueur professionnel samoan de rugby à XIII.
Il joue au poste de pilier pour l'équipe des Newcastle Knights, et évolue dans la National Rugby League (Nouvelle-Zélande) depuis 2014.

## Palmarès
- Collectif : 
  - Vainqueur du Championship : 2021 (Toulouse).